# Keeper of the Bees (1947)
Keeper of the Bees is een Amerikaanse dramafilm uit 1947 onder regie van John Sturges.

## Verhaal
Michael Worthington is de eigenaar van een bijenstal. Hij raakt bevriend met de artiest Jamie McFarlaine, die wil scheiden van zijn vrouw. Op een dag wordt Jamie verliefd op Alice. Door het geroddel van een buurman loopt hun romance echter spaak. Een weesmeisje brengt Jamie en Alice weer samen. Ze denken eraan om het weesmeisje te adopteren na de bruiloft.

## Rolverdeling
| Acteur               | Personage                |
| -------------------- | ------------------------ |
| Michael Duane        | Jamie McFarlaine         |
| Gloria Henry         | Alice                    |
| Harry Davenport      | Michael Worthington      |
| Jane Darwell         | Mevrouw Ferris           |
| Jo Ann Marlowe       | Weesmeisje               |
| J. Farrell MacDonald | Postmeester              |
| Will Wright          | Dr. Grayson              |
| Frances Robinson     | Marcia MacFarlane        |
| George Meader        | Kapper                   |
| Olin Howland         | Klant                    |
| Jessie Arnold        | Vrouw van de postmeester |